# Caricom Implementation Agency for Crime and Security
Caricom Implementation Agency for Crime and Security (IMPACS) is een instelling van de Caricom. Het is gevestigd in Port of Spain in Trinidad en Tobago.
Tijdens de 27e conferentie van regeringshoofden van de Caricom in juli 2006 werd besloten tot de oprichting van het agentschap. De oprichting gebeurde in aanloop naar het Wereldkampioenschap cricket in West-Indië in 2007.
Het doel van IMPACS is criminaliteit te beheersen, de deskundigheid van de lidstaten op dit gebied te verbeteren en deel te nemen aan internationale initiatieven tegen criminaliteit.
Er zijn permanente comités (standing committees) in het leven geroepen van de:
- commissarissen van politie
- militaire leiders
- hoofden van immigratie
- hoofden van douane
- hoofden van inlichtingen- en financiële onderzoekseenheden

Het agentschap kent de volgende drie onderdelen:
- Joint Regional Communications Centre (JRCC)
- Regional Intelligence Fusion Centre (RIFC)
- Regional Crime and Security Strategy Central Coordiniating Unit (RCSS-CCU)